# Der Menschenfeind

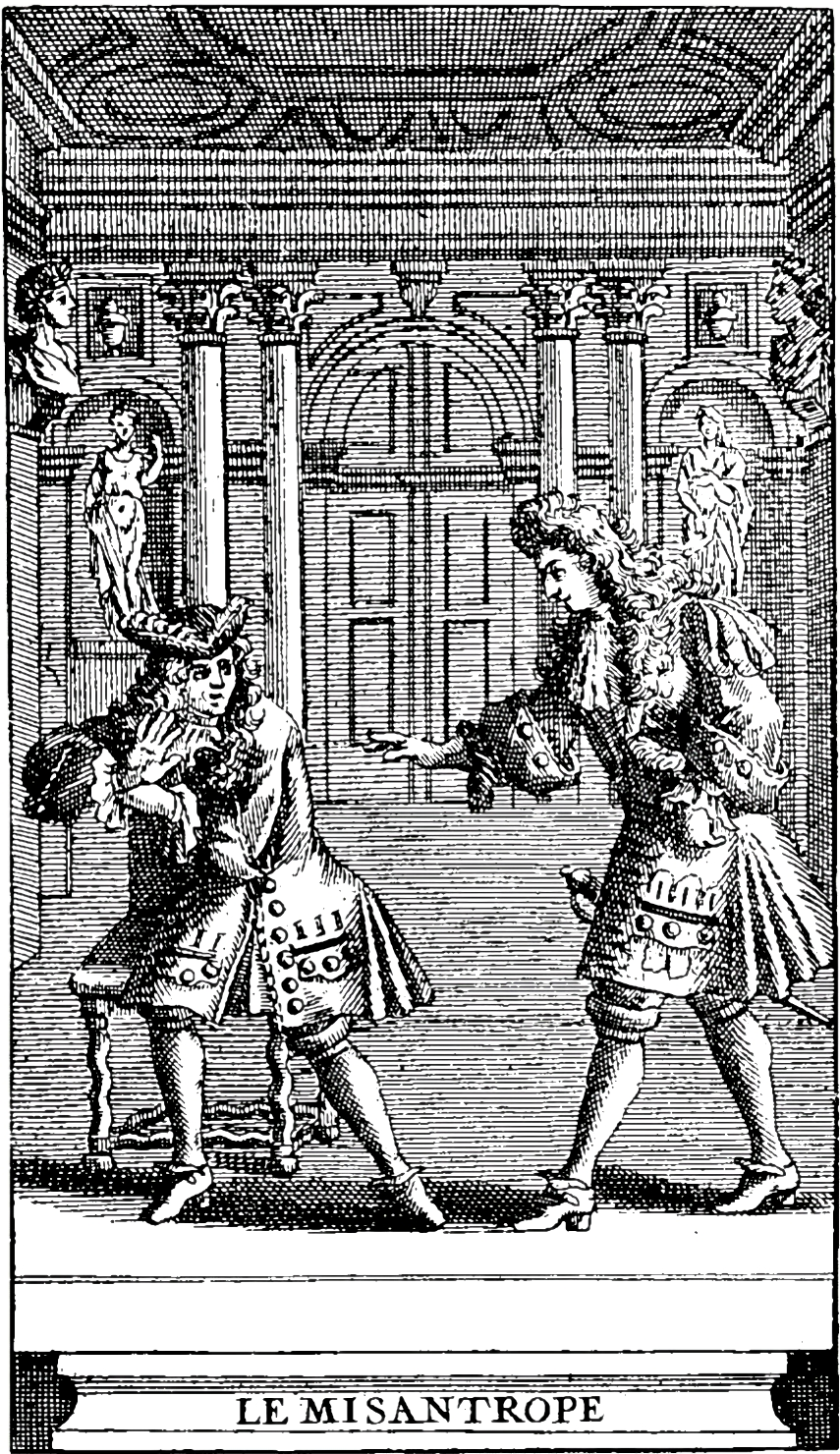
Stich aus 1719

Der Menschenfeind (Originaltitel: Le Misanthrope ou l’Atrabilaire amoureux) ist eine Komödie von Molière, die am 4. Juni 1666 uraufgeführt wurde. Der französische Titel heißt übersetzt: „Der Menschenfeind oder der verliebte Melancholiker“ und weist auf die fundamentale charakterliche Spaltung des Protagonisten hin, der, wie bei vielen Stücken von Molière, mit Ausnahme von Tartuffe, vom Autor selbst gespielt wurde.

## Inhaltsangabe
Der Idealist und „Menschenfeind“ Alceste erhebt für sich den Anspruch, ohne Heuchelei zu leben. Obwohl er adeliger Abstammung ist, zelebriert er seine Unabhängigkeit gegenüber dem königlichen Hof und weigert sich, in seinem Reden und Verhalten Kompromisse mit der Wahrhaftigkeit zu machen. Auf seinen Freund Philinte, der ihn zur Mäßigung und einer gewissen Anpassung auffordert, will Alceste nicht hören. So zieht er sich auch gleich die Feindschaft des ihn besuchenden Höflings und Verseschmieds Oronte zu, weil er dessen schlechtes Gedicht nicht lobt, sondern verreißt. Als er erfährt, dass Oronte beleidigt vor Gericht ziehen wird, fühlt er sich in seinem negativen Menschenbild bestätigt und rechnet genussvoll damit, den Prozess zu verlieren, weil er anders als sein Gegner die Richter nicht für sich einzunehmen versuchen will. Seine Beziehung zu Célimène, einer jungen koketten Witwe, die seine Neigung nicht unerwidert lässt, führt zu dem komischen Gegensatz, der im vollständigen Originaltitel zum Ausdruck kommt. Denn Célimène genießt die Geselligkeit in ihrer adeligen Umgebung und liebt es, mit vielen Männern zu kokettieren. Dies führt zu einem kleinen Skandal, als ein Brief von ihr auftaucht, in dem sie mehrere ihrer Verehrer – darunter Alceste – verspottet. Während sich die anderen Verspotteten von ihr abwenden, bietet Alceste ihr an, sie könne sich mit ihm zusammen aus der Gesellschaft auf eines seiner Landgüter zurückziehen. Doch Célimène lehnt ab – sie fühlt sich zu jung für einen solchen Schritt und will nicht auf die Gesellschaft verzichten. So will Alceste am Ende allein gehen. Ob sein Freund Philinte ihn von diesem Plan abbringen kann, wie er im letzten Satz der Komödie ankündigt, bleibt offen.

## Ein Missverständnis
Alceste hat zwar menschenfeindliche Seiten, stößt jedoch entgegen landläufiger Meinung durchaus auf Verständnis und Freundschaft bei Männern sowie bei Frauen auch auf Liebe, auch wenn letztere von ihm nicht erwidert wird. Sein Freund Philinte bezeugt ihm ehrliche Freundschaft, und eine Freundin von Célimène (Arsinoé) sowie Célimènes Cousine (Éliante) sind dem „Mann mit Grundsätzen“ aus gutem Hause durchaus zugetan – nur merkt er offenbar nichts davon. Alcestes Einstellung kommt im Gespräch mit einer dieser Verehrerinnen vielleicht am brillantesten zum Ausdruck. In der siebten Szene des dritten Aktes äußert der „Menschenfeind“ gegenüber der äußerlich prüden Arsinoé:
Et qui n’a pas le don de cacher ce qu’il pense
doit faire en ce pays fort peu de résidence.
Frei übersetzt: „Wer nicht die Gabe hat, seine Gedanken zu verstecken, hat hierzulande sehr wenig zu suchen.“

## Alcestes Angriffspunkt: „L’honnête homme“
Der Begriff des „honnête homme“ des 17. Jahrhunderts darf nicht wörtlich genommen werden. Auch wenn die bürgerlichen Autoren des 18. Jahrhunderts darunter vor allem einen „rechtschaffenen Mann“ verstanden, so existieren im Misanthrope noch die von La Rochefoucauld benannten „devoirs de la politesse“, d. h. Höflichkeitskonventionen, die den gesellschaftlichen Umgang regeln. Der Akzent liegt bei diesen Verhaltensregeln mehr auf Ästhetik als auf Ethik, denn es geht hauptsächlich darum, den „bon goût“, d. h. den „guten Geschmack“ nicht zu verfehlen. Eine geschmeidige Anpassungsfähigkeit entspricht eher diesem Ideal als die selbstbewusste, stolze Eigenart eines Alceste mit Anspruch auf unbedingte Wahrhaftigkeit. Innerhalb der Gesellschaft erfordern standesgemäße Konversationen höfliche Anpassung als Stilprinzip, da sonst die durch die höfische Etikette aufgebaute Harmonie gefährdet wäre. Zur Beschreibung der Gesellschaft der „honnêtes gens“, gegen die Alceste kämpft, eignet sich besonders eine Maxime von La Rochefoucauld: Le vrai honnête homme est celui qui ne se pique de rien: „Der echte Ehrenmann ist derjenige, der alles mit leichter Hand tut.“

## Zur sozialhistorischen Zuordnung Alcestes
Alceste, der auch als ein frustrierter Marginaler erscheint, verkörperte für die Zeitgenossen vermutlich den Typ des Adeligen, der bzw. dessen Familie am Ende der Fronde (1653) auf der falschen Seite gestanden hatte und deshalb vom Hof verbannt oder zumindest vergrault worden war (so wie z. B. der oben erwähnte La Rochefoucauld). Dass Alceste von seinem sozialen Status her durchaus Höfling sein und ein Hofamt bekleiden könnte, geht aus den Reden Arsinoés hervor, die ihre Freunde am Hof zu bitten verspricht, dass sie beim König ein Wort für ihn einlegen und ihm einen Posten verschaffen.
Zugleich (und das macht die Widersprüchlichkeit der Figur aus, die beim zeitgenössischen Publikum auch nicht so recht ankam) trägt Alceste bürgerliche Züge. Die unbedingte Wahrhaftigkeit, die er zu leben versucht, war damals ein Ideal der Bourgeoisie, mit dem sie sich vom Adel abzusetzen versuchte, dessen geschmeidige Redens- und Verhaltensweisen sie als unaufrichtig empfand.

## Autobiographische Aspekte
Le Misanthrope ist vermutlich das am meisten autobiographisch geprägte Stück seines Autors. So spiegelt die Weigerung Alcestes, sich angepasst und diplomatisch zu verhalten, zweifellos die Unlust des letztlich bürgerlich gebliebenen königlichen Protegés Molière, am Hof und in den Salons die ihm als allzu glatt erscheinenden adeligen Rede- und Verhaltensweisen zu praktizieren. Die Enttäuschung des älteren Alceste durch die kokette jüngere Célimène ähnelt sichtlich der des Autors selbst durch seine 21 Jahre jüngere Frau Armande.

## Bearbeitungen, Übersetzungen, Interpretationen und Nachdichtungen
- Fabre d’Églantine schrieb 1790 die Komödie Philinte, ou la suite du Misanthrope, in dem die Rolle des Philinte negativ gezeichnet und der moralisch integren Persönlichkeit Alcestes entgegensteht.
- Hans Magnus Enzensberger übersetzte 1979 den Menschenfeind neu und verlegte die Handlung in die Schickeriagesellschaft der Bonner Republik: Der Menschenfeind (Enzensberger)
- Der Regisseur Jürgen Gosch und sein Dramaturg Wolfgang Wiens legten 1983 eine eigenständige Neufassung in Reimversen vor, die auch für Goschs Inszenierung am Schauspiel Köln als Textvorlage diente.
- Botho Strauß fertigte 1987 eine Neuübersetzung in Prosaform für die Berliner Schaubühne an: Molières Misanthrop
- Der französische Dramatiker Jacques Rampal schrieb im Stil Molières 1993 eine Fortsetzung der Geschichte um Célimène und Alceste unter dem Titel Célimène und der Kardinal.
- Vom Germanisten Rainer Kohlmayer gibt es eine zeilengenaue, gereimte Versübersetzung aus dem Jahre 2003.[2]
- Jean Firges: Molière: "Der Menschenfeind". Plädoyer gegen eine verlogene Gesellschaft. Sonnenberg, Annweiler 2003. Exemplarische Reihe Literatur und Philosophie, 15. ISBN 3-933264-31-6.[3] Eine Interpretation. Anhang mit zahlr. Literaturangaben; Biografische Zeittafel; zugefügt von Molière: Gedicht an François de La Mothe le Vayer auf den Tod seines Sohnes (zweisprachig) sowie: Mlle de Scudérys "Carte du Pays de Tendre" mit Erläuterung.

## Adaptionen
Hörspiel:
- Der Menschenfeind. Regie: Wilhelm Semmelroth, Mitwirkende: Bernhard Minetti, Max Eckard, Gisela von Collande, Elisabeth Opitz, Hermann Pfeiffer, Elisabeth Flickenschildt, Heinz Drache, Paul Bürks, 89 min., NWDR 1953.

Film
- Molière auf dem Fahrrad. Regie: Philippe Le Guay, mit Fabrice Luchini und Lambert Wilson. Französischer Spielfilm, 2013
- Der Menschenfeind (1998). Regie: Werner Düggelin, Mitwirkende: Burghart Klaußner, Katharina von Bock, Ulrike Knospe, Ernst Stötzner, Anne-Marie Kuster, Roeland Wiesnekker, Thomas Schmauser, Pit-Arne Pietz, 96 min., Aufnahme aus dem Schauspielhaus Zürich 1998.
- Le Misanthrope de Molière. Regie: Francis Girod; eine Inszenierung der Comédie-Française von Jean-Pierre Miquel und mit Denis Podalydès als Alceste
- 1979: Der Menschenhasser: Regie: Fritz Marquardt, Theateraufzeichnung in der Volksbühne Berlin

Fernsehfilm
- Der Menschenfeind (1976). Regie: Rudolf Noelte, Mitwirkende: Will Quadflieg, Werner Kreindl, Johanna Liebeneiner, Angela Schmid, Henning Schlüter, Hilde Weissner, Kurt Zips, Alexander Welbat, Gerhard Olschewski, ZDF 1976, aufgenommen am Thalia Theater (Hamburg).